# Endless, Nameless
Endless, Nameless is een nummer van Nirvana dat als "hidden track" te vinden is op hun album Nevermind. Het nummer is geschreven door Kurt Cobain, het wordt beschreven als een van de "heaviest" nummers van de Grunge band Nirvana, tegen het einde van het nummer sloeg Kurt Cobain zijn gitaar stuk. Niet zelden lag na het nummer het gehele podium aan gort. Endless Nameless is waarschijnlijk ontstaan in frustratie na een aantal mislukte takes van het nummer Lithium voor het album Nevermind. Op deze albumopname is ook te horen hoe Kurt zijn gitaar in de studio kapotsloeg. 